# Бледолива червеноопашата астрилда
Бледолива червеноопашата астрилда (Estrilda caerulescens) е вид птица от семейство Estrildidae.

## Разпространение
Видът е разпространен в Буркина Фасо, Гамбия, Гана, Гвинея, Гвинея-Бисау, Камерун, Кот д'Ивоар, Мали, Нигер, Нигерия, Сенегал, Того, Централноафриканската република и Чад.